# Vioolconcert nr. 5 (Mozart)
Het Vijfde vioolconcert in A majeur, KV 219 is een vioolconcert geschreven door Wolfgang Amadeus Mozart. Hij schreef het concert in 1775. De première vond plaats in het kerstseizoen in Salzburg. 

## Structuur
De conventionele snel-langzaam-snelstructuur in de delen wordt ook in dit vioolconcert gebruikt. Het vioolconcert bestaat dus ook uit drie delen:
1. Allegro Aperto
2. Adagio
3. Rondeau

## Het concert
De markering Aperto in het eerste deel is een weinig voorkomende markering die maar in een aantal andere stukken van Mozart worden voorgeschreven. Aperto houdt in dat het Allegro breder en majestueuzer mag worden gespeeld. Het eerste deel opent met het orkest die het hoofdthema speelt; een typisch Mozartthema. De soloviool opent met een kort maar lieflijke passage in A majeur met simpele begeleiding van het orkest. Dan gaat het orkest terug naar het hoofdthema waarbij de solist een andere melodie speelt.
Het hoofdthema uit het rondeau is ook een typisch Mozartthema, máár door het contrast van luide passages van Turkse muziek in het Rondeau kreeg het Vijfde vioolconcert de naam als Het Turkse Concert.
In totaal duurt het concert ongeveer 28 minuten.

## Alternatieve delen
Mozart schreef later nog een alternatief Adagio en twee alternatieve Rondeaus:
- Adagio in E majeur, KV. 261
- Rondo in Bes majeur, KV 269
- Rondo in C majeur, KV 373

- Bibliothèque nationale de France: cb14785819d (data)
- Catàleg d'autoritats de noms i títols de Catalunya: 981058527007406706
- Gemeinsame Normdatei: 300109156
- Library of Congress Control Number: n83022765
- MusicBrainz work: f0f4b09b-ec13-3f3c-ae42-8c10d7f59125
- Nationale bibliotheek van Australië: 35290230
- Nationale Bibliotheek van Israël: 987007460146505171
- Virtual International Authority File: 174188651